# 佐々木はるか
佐々木 はるか（ささき - 、1986年2月10日 - ）は日本のAV女優。マークスジャパン所属。

## 略歴
2010年に「私といっしょにAV作りませんか?02」でAVデビュー。

## 人物
特技はエレクトーン演奏、スノーボード。

## 出演作品

### アダルトビデオ
2010年
- 私といっしょにAV作りませんか?02（7月7日、プレステージ）
- はるかちゃんといっしょに、エロDVDを作りました。1 （8月7日、プレステージ）
- ずりサポっ娘クラブ 01（9月8日、プレステージ）
- ○東区○江戸銀座前いんらん公園（10月7日、プレステージ）
- 職女。 File 07（11月18日、プレステージ)
- この女の子、ムチャぶります。MAX No.03（12月2日、プレステージ）

2011年
- ピアノ教師 レイプの旋律（2月7日、アタッカーズ）
- 義妹の性感帯 弟の嫁を奪う時（3月7日、アタッカーズ）
- 美人令嬢 中出しという名の婚姻届（4月7日、アタッカーズ）
- 奴隷ソープに堕とされた令嬢（5月7日、アタッカーズ）
- 女のカラダは七変化する反応で選ぶ。（6月13日、E-BODY）
- あなた、許して…。-若妻の艶肌-（7月7日、アタッカーズ）
- 奴隷色のフィアンセ3（8月7日、アタッカーズ）
- すぐに破れるコンドーム×佐々木はるか（8月26日、EROTICA）
- 若き未亡人 抑えきれない肉欲（10月6日、タカラ映像）